# Trophonopsis kamchatkana
Trophonopsis kamchatkana är en snäckart som först beskrevs av Dall 1902.  Trophonopsis kamchatkana ingår i släktet Trophonopsis och familjen purpursnäckor. Inga underarter finns listade i Catalogue of Life.